# 中越石韦
中越石韦（学名：Pyrrosia tonkinensis）为水龙骨科石韦属下的一个种。种加名 tonkinensis 意为越南“东京的”。